# Paramigas rothorum
Espèce
Paramigas rothorum est une espèce d'araignées mygalomorphes de la famille des Migidae.

## Distribution
Cette espèce est endémique de la région de Diana à Madagascar,.

## Description
La femelle holotype mesure 10,65 mm.

## Étymologie
Cette espèce est nommée en l'honneur de Barbara et de Vincent Daniel Roth.

## Publication originale
- Griswold & Ledford, 2001 : A monograph of the migid trap door spiders of Madagascar and review of the world genera (Araneae, Mygalomorphae, Migidae). Occasional Papers California Academy of Sciences, vol. 151, no 1, p. 1-120 (texte intégral).